# Regiment de Patricis
El Regiment d'Infanteria 1 de Patricis, més conegut com a Regiment de Patricis, va tenir el seu origen en el cos milicià format el 15 de setembre del 1806 a Buenos Aires, capital del Virregnat del Riu de la Plata, després de la primera Invasió anglesa. La seva formació va ser conseqüència de la proclama del 6 de setembre del capità de Navili i posterior virrei Santiago de Liniers i de Bremond, que va invitar voluntàriament a tots els ciutadans a armar-se contra l'enemic. Així va néixer la "Legió de Patricis Voluntaris Urbans de Buenos Aires".

## Història

### Formació
Liniers va disposar que els voluntaris nascuts a Buenos Aires es presentessin al Fort el 15 de setembre del 1806. S'hi van presentar més de quatre mil persones que havien de ser allistats també a altres cossos.

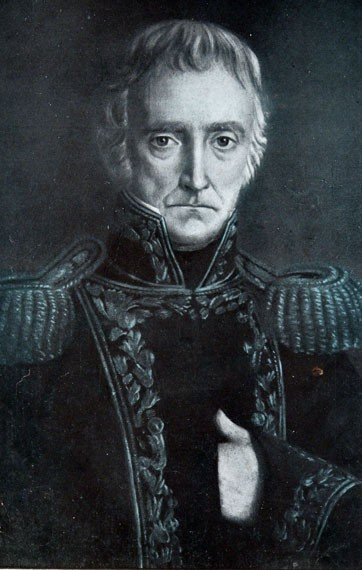
Coronel Cornelio Saavedra

El de Patricis va ser el cos més gran reclutat per a la defensa de Buenos Aires, i com la resta de cossos urbans formats, va poder elegir als seus oficials. La primera elecció es va efectuar al Consolat de Buenos Aires el 8 de novembre del 1806. Com a cap del Cos o Legió i Comandant del Primer Batalló, i amb certes dificultats que van requerir la presència de Belgrano i Liniers, va ser elegit Cornelio Saavedra. Esteban Romero va ser elegit comandant del Segon Batalló i José Domingo Urién del Tercer Batalló. Manuel Belgrano va ser elegit sergent major (després substituït per Juan José Viamonte). Van figurar com a oficials Feliciano Chiclana, Vicente López i Planes, Gregòrio Perdriel i Eustoquio Díaz Vélez.
Es va elegir com a patró del cos a Sant Martí de Tours i el 9 de novembre la seva bandera va ser beneïda a la Catedral de Buenos Aires junt amb la del Cos dels Arribenys. Saavedra va proposar al frare Pedro Cueli, el seu veí que tenia als afores de Buenos Aires, com a Capellà. El franciscà que ja havia sigut capellà i paramèdic d'un dels esquadrons de la Cavalleria de la Campanya de Buenos Aires, va ser nomenat capellà del Primer Batalló del Cos de Patricis. Els capellans dels altres dos batallons van ser Juan José Acosta i Cristóbal Muñoz.
El cos de Patricis estava format per tres batallons, amb vint-i-tres companyies de cinquanta homes cadascuna (Vuit als batallons I i III, i set al batalló II), amb un total de 1356 places. No tots eren natius de la capital del virregnat.

### Estat de forces del cos de Patricis a l'octubre del 1806
Plana major:

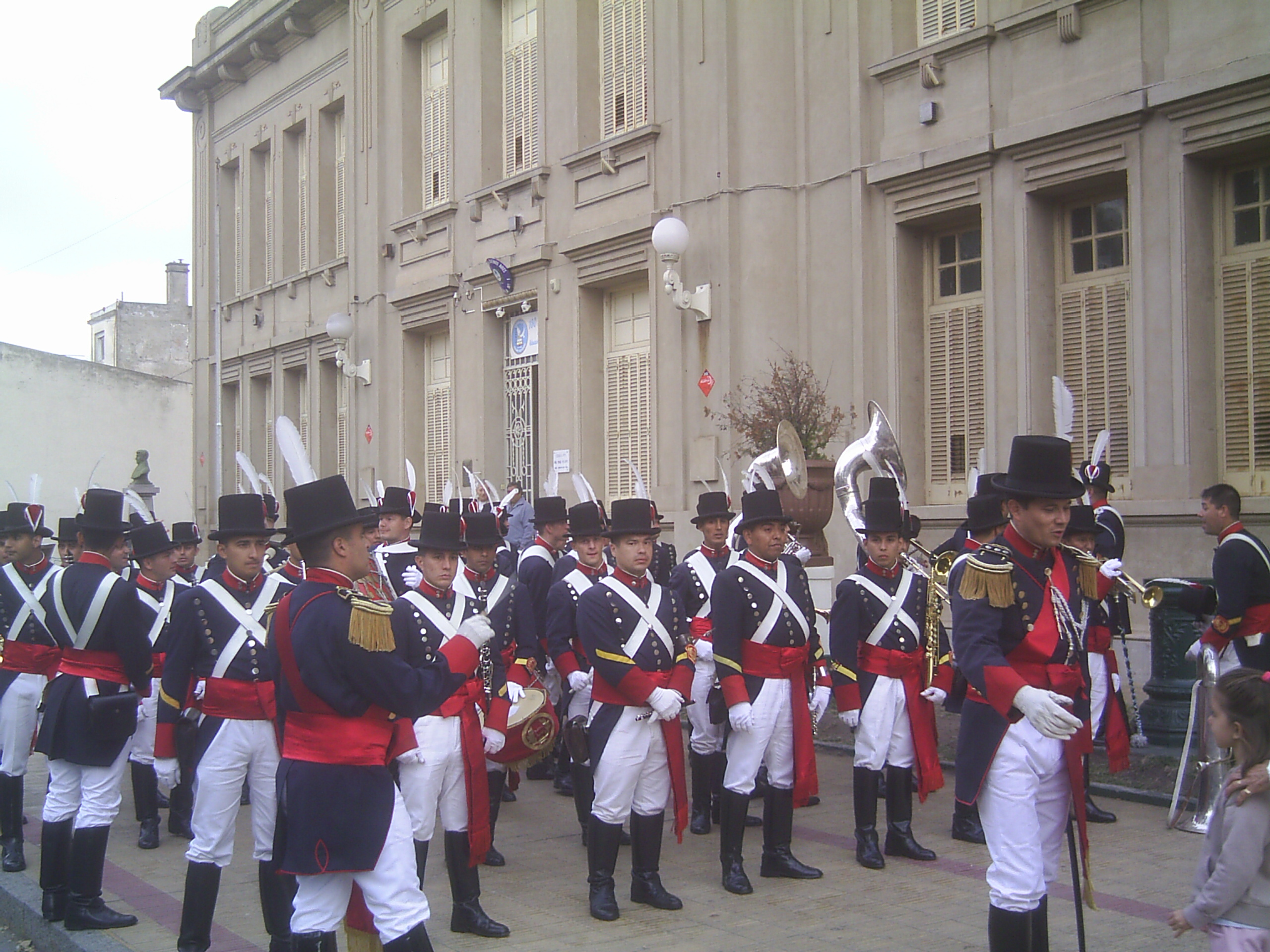
Regiment de Patricis a l'actualitat.

- Comandant del Primer Batalló: Corneli de Saavedra
- Comandant del Segon Batalló: Esteban Romero
- Comandant del Tercer Batalló: José Domingo Urien.
- Sargent major: Tinent d'infanteria Juan José Viamonte.

A més, hi havien tres ajudants, tres subtinents de bandera, dos capitans agregats, tres capellans i tres cirurgians

### Baptisme de foc

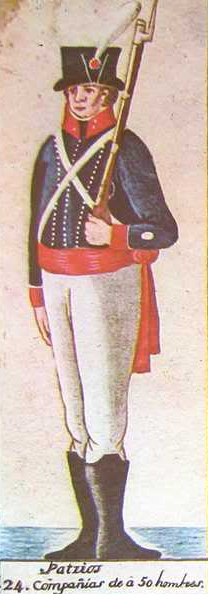
Soldat de Patricis (1807).

El 23 de gener del 1807, el cabildo i l'audiència de Buenos Aires van decidir enviar una força militar d'auxili a Montevideo que estava sent atacada pels anglesos. Com que la convocatòria no era obligatòria, de tots els cossos de milícies van sortir els voluntaris. El major nombre va venir dels batallons de Patricis, a pesar de que el seu cap quan va demanar voluntaris per a anar-hi, amb el cap va fer el gest que no perquè no contestés ningú. Aquesta segona columna de mil cinc-cents homes sota el comandament de Liniers va partir el 29 de gener però van quedar detinguts a Colònia per problemes logístics. Quan va caure Montevideo es van haver de reembarcar cap a Buenos Aires. Per a portar tota l'artilleria que hi havia a Colònia i evitar així que pogués caure en mans de l'enemic, Saavedra va haver de pagar un cost addicional de quatre rals diaris per "incitar" als seus soldats perquè aquests es van negar a fer aquesta tasca.
El 7 de juny del 1807 es va produir el Combat de San Pedro a la Banda Oriental, quan les forces espanyoles procedents de Buenos Aires, comandades per Francisco Javier de Elío, entre elles diverses companyies de Patricis es preparaven per assaltar Colònia del Sacramento i van ser atacades i derrotades pel tinent coronel britànic Denis Pack. Tot el cos va tenir el seu baptisme de foc el 4 de juliol del 1807 quan es va produir un atac britànic a Buenos Aires. Els batallons u i dos de Patricis es van ubicar a la Divisió de la Dreta (bandera encarnada), mentre que el Batalló número tres va estar a la Divisió de Reserva (bandera tricolor).
Saavedra en el seu manifest als americans va descriure així el comportament i gravitació dels patricis en aquelles decisives jornades.
| « | Tinc l'honor de manifestar a la faç de la terra les glorioses accions dels meus paisants a la present guerra amb els Britcanis, més de dotze mil testimonis presencials, puc dir que a un cop, publiquen que mai he vist més intrepidesa, valor i abrandament que l'experimentat els gloriosos fets d'armes del 12 d'agost del 1806, 12 de maig, 7 de juny, 2, 3, 4, 5, 6 i 7 de juliol de 1807, i per tots voldria que parlès el Tinent Coronel del Regiment número divuit, Don Enrique Cadogan, que havent experimentat molt a la seva costa l'animòs coratge dels patricis de Buenos Aires, preguntava sorprès després de rendit per les tropes d'escut al braç, que valent i generosament havia admirat a ell i als seus. | » |

### Reconeixement reial
El 13 de gener del 1809 la Junta Suprema de Sevilla va disposar en nom del rei a premiar als oficials dels distingits cossos milicians de Buenos Aires reconeixent els graus militars que se'ls hi havia atorgat.

### Assonada d'Àlzaga
Poc després del seu baptisme de foc del 1807, Saavedra i els seus patricis van realitzar un nou i important servei a la població.
L'1 de gener del 1809, el Cabildo de Buenos Aires amb el suport dels cossos militars espanyols, van intentar substituir al virrei Liniers per una junta de govern encapçalada per Martín de Àlzaga i donar forma així a la "Espanya Americana", davant del subjugament de l' "europea" pels exèrcits de Napoleó, fent conegut com l'Assonada d'Àlzaga. Cornelio Saavedra, amb la legió sota les seves ordres i el concurs dels altres cossos natius va aconseguir fer arborar el moviment i assegurar l'autoritat del virrei, obtenint com a conseqüència d'aquests fets la dissolució dels cossos espanyols revoltats. Això va provocar que el virrei depengués en temes militars, quasi exclusivament d'aquest cos. Va quedar així el camí lliure per als criolls que buscaven la independència.
També es van veure implicades quatre companyies del tercer batalló de Patricis al comandament de José Domingo de Urién i alguns oficials dels altres dos batallons del cos, tals com Antonio José del Text (capità del permer batalló), Pedro Banco i Tomàs José Boyso. Urién va ser destituït i a Texo se li va iniciar un judici per intentar assassinar Saavedra.

### Reestructuració de Cisneros

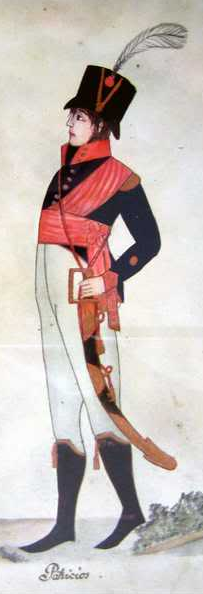
Oficial de Patricis (1807).

L'11 de setembre del 1809, el nou virrei Baltasar Hidalgo de Cisneros, mitjanánt una providència va reorganitzar els cossos urbans de Buenos Aires, dissolent el Tercer Batalló de Patricis per la seva participació en l'Assonada d'Àlzaga:
| « | Article 1er: Que els cossos urbans que es trobin a sou, es redueixin a cinc batallons, formant-se dos d'ells amb els tres que ara té el cos de Patricis; Un altre del cos de Montanyesos, un altre del 'Andalusos, i un altre del d'Arribenys; Cada batalló constarà de nou companyies, inclosa la de granaders, amb la força efectiva que els estava senyalada, i les seves Planes Majors, un Comandant, un Sergent Majord, dos ajudants, dos abanderats, un capellà, un cirurgià, un tambor i dos Pífans | » |

Els cossos que van quedar van ser numerats abolint-se oficialment el nom de Patricis, que no obstant va continuar existint a la pràctica:
| « | Article 11: Per evitar les rivalitats que acostumen a introduir la nominació dels cossos per Províncies quan no hi ha un motiu de preferència en el distingit mèrit que tots van contraure a les accions anteriors, s'anomenaran els batallons amb el número que se'ls assigni, fent-se saber: Primer i Segon als dos de Patricis (...) | » |

### Revolucions del 1809 a l'Alt Perú
Per a sufocar les revoltes de Chuquisaca i La Paz, el virrei Cisneros va enviar desde Buenos Aires un contingent sota el comandament de Vicente Nieto i del coronel de marina José de Córdoba que van partir el 4 d'octubre del 1809. Dues companyies de patricis sota el comandament del capità Diego de Basavilbaso van participar en l'expedició, però al arribar a l'Alt Perú no va fer falta que entrèssin en combat, doncs les tropes van entrar pacíficament a Chuquisaca el 21 de desembre del 1809
El 23 de juny del 1810, Nieto va tenir coneixement de la instal·lació de la Primera Junta, prenent el dia 26 la mesura de desarmar a les dues companyies de patricis que havia portat a Chuquisaca l'any anterior. Va ser degut al fet que els soldats havien brindat per Cornelio Saavedra la nit anterior, fet que el va fer sospitar d'estar a favor de la revolució. Va destituir als dos caps i va enviar als soldats a treballar a la Balma (forat no gaire gran en una roca que permet entrar la claror) excavada de Potosí quatre mesos abans.

### Revolució de Maig
Els successos del maig del 1810 van tenir a Saavedra i als Patricis com a actors principals. La revolució de maig es va produir en el moment elegit per Saaverda, després que "maduressin les breves (cigar aplanat i menys atapeït que els de forma cilíndrica)", segons les seves pròpies paraules. Ell mateix va designar les guàrdies per als carrers de la plaça amb els seus oficials de patricis que estaven a les ordres de Eustoqui Díaz Velez. Saavedra va assumir la presidència de la Primera Junta de govern per gravitació lògica i natural de la seva actuació anterior i elevat prestigi; La pròpia acta del 25 de maig va ser escrita a puny i lletra per un patrici: el subtinent Nicolàs Pombo de Otero.
La seva manca de suport al virrei Baltasar Hidalgo de Cisneros va ser determinant per a la seva caiguda. Els seus homes, junt amb els anomenats xispers - dirigits pel ex-patrici Domingo French - van omplir la Plaça de la Victòria (actual Plaça de Maig) per assegurar el vot a favor d'una junta integrada majoritàriament per patricis.

### Creació dels regiments

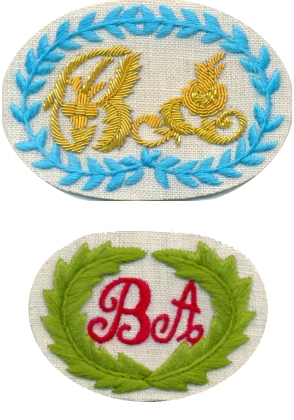
Rèpliques dels Escuts d'Oficial i Tropa dels Regiments de Patricis al 1810.

Mitjançant la proclama del 29 de maig, només quatre dies després d'assumir el govern, la Junta va disposar ampliar els batallons de milícies al rang de regiments mitjançant una "rigorosa lleva" de dropos i aturats, a la vegada que anunciava una futura formació de cossos d'altres armes.
| « | Els Batallons Militars existents s'elevaran a regiments amb la força efectiva de mil cent setze places, reservant-se la Junta proveir separadament sobre els ajustos de la cavalleria i artilleria volant | » |

D'aquesta forma, entre els regiments creats el 29 de maig es trobaven:
- Regiment Número 1 d'Infanteria: Es va formar sobre la base del Batalló Número 1 de Patricis.
- Regiment Número 2 d'Infanteria: Es va formar en base al Batalló Número 2 de Patricis.

El 8 de juny del 1810 la Junta va disposar per decret que les companyies naturals (és a dir, indígenes) que fins al moment havien format el Batalló de Castes juntament amb les companyies de pardos i morenos, s'integressin als regiments número dos i tres d'espanyols sota els seus mateixos oficials. Les companyies restants van conformar llavors el regiment de pardos i morenos.

### Expedicions a l'interior
Després del maig, els efectius dels regiments 1 i 2 van integrar les expedicions enviades per Buenos Aires a l'interior de l'extens territori del antic virregnat per a consolidar la llibertat proclamada a la ciutat capital, batallant a l'Alto Perú i al Paraguai i a la Banda Oriental.
El 6 de juliol del 1810 va partir el que després seria l'Exèrcit del nord sota el comandament del coronel Francisco Ortiz de Ocampo, portant entre les seves files una companyia del Regiment número u i una companyia del regiment número dos. El 3 de novembre la Junta va crear el Regiment número 6 d'infanteria nord argentina, sobre la base dels elements d'infanteria portats des de Buenos Aires (entre ells, les dues companyies de patricis) i contingents de Tucumán i Santiago del Estero.
Des del setembre del 1810, dos-cents homes dels regiments número u i número dos van ser enviats per la Junta per a reforçar la Expedició de Belgrano al Paraguai, participant en les accions de Campichuelo, Batalla de Paraguarí i Batalla de Tacuarí.
Des del març del 1811, fraccions dels regimentsd'infanteria número u i número dos van integrar la Divisió de Vanguarda durant les primeres Expedicions alliberadores de la Banda Oriental. Van tenir una actuació destacada al Setge de Montevideo, contra el virrei Francisco Javier de Elío.

### Motí de les Trenes
El 16 de novembre del 1811, es van unir els regiments número 1 i número 2 passant a ser el número 1 dels patricis, i la seva prefactura va ser assumida pel Coronel Manuel Belgrano:
| « | (...) per no ser conforme amb les atencións del senyor Brigadier Don Cornelio Saavedra el desempeny de les obligacions d'aquest important càrrec. | » |

El 6 de desembre del 1811, els seus homes van protagonitzar l'anomenat motí de les Trenes en contra del seu nou cap, reclamant conservar la seva autonomia i el privilegi d'elegir els seus comandants, rebel·lant-se contra el Primer Triumvirat. Van ser durament reprimits, i per ordre de Manuel Belgrano, quatre soldats i diversos suboficials van ser condemnats a mort com a líders del motí. Van ser assassinats i penjats a la via pública el 21 de desembre.

### Accions posteriors
El regiment va passar de ser "de línia" i els seus soldats van ser condemnats a servir-hi durant molts anys. Tot el control de la força va passar a mans del triumvirat. Aquesta crisis va portar al govern a dispersar les seves forces entre altres regiments. Un d'ells, el que conservava el número u, va tenir una activa participació en la segona i tercera campanya de l'Alt Perú. El mateix regiment va tenir una actuació destacada a les batalles de Tucumán, Salta, Ayohuma (a la batalla de Vilcapugio, una de les causes de la derrota va ser la desorganització dels patricis, regiment amb el que comptava Belgrano com a centre d'operacions) i Sipe-Sipe. Aquestes tres últimes van ser derrotes que van significar una tremenda sangria per al regiment que va haver de ser reorganitzat per complet.
Alguns dels batallons van participar també a les accions de San Pedro, Cotagaita, Batalla de Suipacha, Huaqui, Campichuelo, San José i Las Piedras.
Als anys següents, el regiments número u d'infanteria va perdre el nom de Patricis però va conservar certa primacia, almenys honoraria.
Al 1812, el Regiment va tenir com a cap al general Manuel Belgrano, qui va crear i enarborar per primer cop a Rosario amb el marc marcial dels seus patricis, el pavelló nacional de l'Argentina.

### Guerra contra l'imperi del Brasil
Durant la Guerra contra l'imperi del Brasil, van participar en els combats de Bacacay i Ituzaingó al 1817, després de realitzar un enorme esforç que va significar marxar més de quatre-cents quilòmetres fins a l'actual territori de Brasil durant un estiu.
Als llargs anys de les Guerres Civils Argentines causades pels enfrontaments entre unitaris i federals, declarats com a causa del afusellament de Manuel Dorrego al 1828, el cos de Patricis va perdurar sempre, tot i que amb diferents denominacions. Tant abans com després del 1852, any en què la Confederació Argentina va començar lentament la seva organització territorial, el regiment va participar en molts fets que van cobrir de sang el territori argentí.
A Rosas van intervenir a la Campanya del Desert als anys 1833 i 1834. Al 1830, Rosas els va restituir el nom de Patricis als batallons cívics de Buenos Aires després d'una missa en honor de Saavedra.